# Kochetok
Kochetok (en ucraniano: Кочеток) es un pueblo ucraniano perteneciente al óblast de Járkov. Situado en el este del país, es parte del raión de Chujúyiv y parte del municipio (hromada) de Chujúyiv.

## Toponimia
El nombre de la ciudad en otros idiomas de importancia local también es Kochetok (en ruso: Кочеток).

## Geografía
Kochetok se encuentra en la orilla derecha del río Donets, 5 km al norte de Chujúyiv y a 44 km al sureste de Járkiv. 

## Historia
Kochetok fue fundada en 1641 y perteneció a la gobernación de Járkov del Imperio ruso. El pueblo obtuvo el estatus de asentamiento de tipo urbano en 1938.
Hasta el 18 de julio de 2020, Kochetok fue parte del área municipal de Chujúyiv. El raión se abolió en julio de 2020 como parte de la reforma administrativa de Ucrania, que redujo el número de raiones del óblast de Járkiv a siete. El área municipal de Chujúyiv se fusionó con el raión de Chujúyiv.En 2023, Kochetok perdió el estatus de asentamiento de tipo urbano debido a la eliminación de este estatus administrativo.

## Demografía
La evolución de la población de Kochetok entre 1989 y 2022 fue la siguiente:
| 3849                                                          | 3633 | 3124 | 3124 | 3008 | 2916 |
| (Fuente: Cities & Towns of Ukraine y UKRAINE: Größere Städte) |      |      |      |      |      |

## Infraestructura

### Transporte
La estación de tren más cercana está en Chujúyiv, en la vía férrea que conecta Járkiv y Kúpiansk-Vuzlovi. Kochetok está conectado por carretera con Chujúyiv, donde hay acceso por carretera a la autopista M03 que conecta Járkiv y Slóviansk. 